# Азербайджанцы в Кыргызстане
Азербайджанцы (азерб. Qırğızıstan azərbaycanlıları) являются 10-м по численности народом Кыргызстана по переписи 2009 года.
По оценке на 1 января 2012 года в республике проживало свыше 18 тысяч азербайджанцев, которые составляют около 0,3 % населения республики.
Во второй половине XX века, несмотря на некоторые волнообразные колебания в 1990-х годах, их численность, доля и ранг в рейтинге крупнейших этносов республики существенно увеличились, в основном за счёт высокого естественного прироста среди азербайджанцев-селян. Несмотря на существенный рост доли горожан среди азербайджанцев республики (с 12,3 % в 1959 до 33,8 % в 2009), большинство из них продолжает проживать в сёлах Чуйской и Ошской областей. При этом именно в Чуйской области их присутствие является наиболее заметным: здесь живёт свыше 10 тысяч азербайджанцев, а их доля достигает 1,3 %.
В отличие от азербайджанской диаспоры Казахстана, имеющей весьма разнородное происхождение, практически все азербайджанцы Киргизии являются потомками азербайджанцев, депортированных в Киргизию из Закавказья в 1940-х годах.
Азербайджанцы республики многоязычны: свыше 91 % их числа владеют как минимум двумя языками (перепись 1999 года). По этому показателю они уступают только дунганам. Из-за перенаселения и нехватки земли азербайджанцы в республики уже становились жертвами межэтнических конфликтов.